# マヨンベ
マヨンベとは、アンゴラの作家ペペテラの小説である。1980年に出版された。

## 概要
この作品は1971年から1972年にかけて、当時アンゴラ解放人民運動(MPLA)の政治委員だったペペテラにより政治コミュニケとして書かれ、出版する意図を持っていなかった。作品は終始アンゴラ人のアイデンティティに対して向き合ったものであり、白人（ポルトガル系アンゴラ人）社会主義者としてアンゴラ独立戦争に参加する経験を持ったペペテラは、この戦争の一局面を、独立革命を指導するはずの前衛政党内部での部族主義や官僚主義、さらには登場人物の人間的な愛憎を交えながら描き切り、出版と同年の1980年にアンゴラ作家協会からアンゴラ文学賞が授与された。

## あらすじ
ポルトガルの植民地支配も末期に至った1971年、ポルトガル領アンゴラの飛地カビンダの密林（マヨンベ）でも、アンゴラ本土と同様にアンゴラ解放人民運動(MPLA)のゲリラが組織化され、コンゴ人民共和国を拠点にポルトガル軍に対して独立闘争を繰り広げていた。
カビンダにおけるMPLAの司令官（コマンダンテ）セン・メドは、若く教条的なコミサリオと共に部隊を指揮し、「トゥガ」（ポルトガル人への蔑称）と戦う日々を送っていた。ロンベ川付近を偵察していたある日、部隊は待ち伏せ作戦でカビンダ人の伐採労働者を監督していたポルトガル軍に大打撃を与えたものの、作戦の中であるゲリラ戦士が捕虜にした労働者から金を盗んだことが発覚し、侃々諤々の議論の末にコミサリオの提案が認められ、戦士たちは危険を冒して労働者に盗んだ金を返しに行くことになった。
直前の戦闘を勝利で終え、基地に戻ったゲリラ戦士達はコンゴ人民共和国の後方基地ドリジとの連絡を取りながら束の間の休息を送るが、ある日を境に広報担当者アンドレの汚職によって食糧が前線に届かなくなった。
事態はアンドレがオンディナと不貞を結んだことが発見されたことにより急展開を見せ、この事件をきっかけにセン・メドは実戦部隊から離れてアンドレの代理を務めることになり、実戦司令官はコミサリオに任されたが、コミサリオはオンディナの不貞から人間不信に陥り、二人の関係はぎくしゃくした雰囲気を隠せなくなった。その最中、アンゴラ領内に秘匿していたMPLAの秘密基地の存在が露呈し、ポルトガル軍によって攻撃を受けたことが報告され、一行は再び戦いに赴くのであった…

## 登場人物
セン・メド
カビンダで戦うMPLAのゲリラ司令官（コマンダンテ）であり、コードネームはポルトガル語で「恐れ知らず」を意味する。コンゴ族出身。ヨーロッパ留学を経験したインテリだが、高い知性ゆえにアンゴラに存在する部族主義や、既存の社会主義国の官僚化を問題として捉える視線を持ち、MPLAが掲げる社会主義ユートピアの可能性に懐疑的なニヒリストでもある。年相応に経験が足りない年下のコミサリオに目をかけている。人物造形には、ギニア・ビサウ/カーボ・ヴェルデの独立指導者アミルカル・カブラルの影響が存在するとみなす説も存在する。
コミサリオ
カビンダで戦うMPLAのゲリラの政治委員（コミサリオ・ポリティコ）であり、コードネームもそのままポルトガル語で「委員」を意味する。キンブンド族出身。教条的な社会主義者であるため、セン・メドと意見を分かつことも多い。
オンディナ
登場人物唯一の女性であり、コミサリオの婚約者。支配的な性格であるため、コミサリオに満足できないでいる。
シェフェ・デ・オペラソンィス
カビンダで戦うMPLAのゲリラの作戦部長であり、コードネームもそのままポルトガル語で「作戦部長」を意味する。部隊内の部族主義を利用し、コンゴ族のセン・メドとキンブンド族のコミサリオの部族の違いを利用しながら出世を狙っている。
テオリア
カビンダで戦うMPLAのゲリラ戦士の一員であり、基地の教師を務めている。コードネームはポルトガル語で「理論」を意味する。MPLA内では数少ないメスチーソ（白人と黒人の混血、ムラート）であり、その肌の色ゆえに、MPLA内で微妙な立場に立たされている。
ルタモス
登場人物内で唯一MPLAに所属しているカビンダ族の戦士。コードネームはポルトガル語で「我等は戦う」を意味する。カビンダ族がMPLAに非協力的であることに心を痛めている。
アンドレ
コンゴ共和国内のドリジで勤務するMPLAの文官であり、カビンダで戦うゲリラ部隊への補給担当官。コンゴ族出身。汚職によって財を成していたが、オンディナと不貞を結んだことを発見され、失脚した。

## 脚註
1. ↑  ペペテラ/市之瀬訳（1995:356）
2. ↑  ペペテラ/市之瀬訳（1995:356-357）
3. ↑  青山（1997:110-111）